# 1328

## Esdeveniments
- A Estella-Lizarra, massacre de jueus
- La dinastia Valois regna a França

## Naixements
Països Catalans
Resta del món
- Illueca (Aragó): Benet XIII d'Avinyó, antipapa conegut amb el nom de Papa Luna.
- Vincennes: Carles I de Navarra i IV de França, rei de França i de Navarra.

## Necrològiques
Països Catalans
- 26 de març: Blanca d'Anglesola, abadessa del monestir de Vallbona de les Monges.[1]

Resta del món
- 16 de novembre - Japó: Príncep Hisaaki, tretzè shogun